# Bruno Fernandes
Bruno Miguel Borges Fernandes (Maia, Portugal, 8. rujna 1994.) portugalski je nogometaš koji igra na poziciji ofenzivnog veznog. Trenutačno igra za Manchester Uniteda, čiji je kapetan, i portugalske reprezentacije. Smatra se je jednim od najboljih veznjaka na svijetu, poznat je po svojoj sposobnosti dodavanja, viziji, kreativnosti i tehnici jedanaesteraca.

## Klupska karijera
Rođen u Maiji u Portugalu, Fernandes je karijeru započeo u Novari iz talijanske Serie B, ali je ubrzo prešao u Serie A u Udinese 2013., a tri godine kasnije u Sampdoriju. Nakon pet godina u Italiji, potpisao je za Sporting CP 2017. 
Osvojio je s klubom kup Taça da Liga 2018. i 2019., kao i kup Taça de Portugal. Proglašen je igračem godine Primeira Lige u obje sezone tijekom kojih je igrao u toj ligi. U sezoni 2018./19. postigao je 33 gola u svim natjecanjima, rekordni broj za jednog portugalskog veznog igrača u jednoj sezoni.
U siječnju 2020. Fernandes je potpisao ugovor s Manchester Unitedom za početni iznos od 55 milijuna eura (47 milijuna funti), što je u to vrijeme bio drugi najveći transfer portugalskoga igrača iz portugalske lige.

### Reprezentativna karijera
Fernandes je bio portugalski mladi reprezentativac. Predstavljao je selekcije Portugala do 19, 20, 21 i do 23 godine. Predstavljao je Portugal na Ljetnim olimpijskim igrama 2016. Debitirao je za seniorsku reprezentaciju 2017. 
Izabran je u portugalsku momčad za Svjetsko prvenstvo u nogometu 2018. i 2022., Europsko prvenstvo 2020. i 2024. S Portugalom je osvojio UEFA Ligu nacija 2018./19. na domaćem terenu.